# ピノッキモン
ピノッキモンは
1. デジタルモンスターシリーズに登場する架空の生命体・デジタルモンスターの一種。
2. デジモンアドベンチャーの登場人物。

## 種族としてのピノッキモン
操り人形のような容姿だが、自らの意志で動く。意地悪な悪い性格で、嘘ばかりつく。

## 基本データ
- 世代/究極体
- タイプ/パペット型
- 属性/ウィルス
- 必殺技/ブリットハンマー
- 得意技/ドリルノーズ、フライングクロスカッター
- 装備/ブリットハンマー
- 勢力/ウィンドガーディアンズ、ジャングルトルーパーズ

必殺技
ブリットハンマー
火薬の詰まったハンマーを振り下ろして大爆発を起こす。

## 登場人物としてのピノッキモン

### デジモンアドベンチャー
ダークマスターズの一人。スパイラルマウンテンの森を支配していた。「あやつり糸」で相手を意のままに操ったり、太一たちにそっくりな人形で子供たちをバラバラにした。その正体は子供の無邪気な心と残酷な心から生まれたもので、子供っぽい見た目とは裏腹に残忍で戦争や殺し合いを「遊び」、銃器を「おもちゃ」と評する。それゆえか部下からは信頼されず、本人も部下を大切にしていない。ジュレイモンから「足りないもの」があると説得されるも、あっさり殺してしまう。タケルと同じ身長しかないものの、同じ究極体のウォーグレイモンやメタルエテモンと互角に張り合うほどの実力の持ち主。その一方で、誰にもかまってもらえず、遊んでくれる友達がいないことにコンプレックスを抱いており、タケルからそのことを指摘された時はかなり動揺した。レッドベジーモンを友達として扱っていたものの、ついて行こうとする一体を「足手まとい」としてあっさり殺してしまう。その後、ヤマトとメタルガルルモンに遭遇し、ウォーグレイモンを倒すように命令するも聞き入れられず、「あやつり糸」で操るも通じず、ヤマトから「仲間を平気で殺す奴の言うことなど聞くわけがない」と言われ、激怒したピノッキモンは無理やり言うことを聞かせようと襲い掛かるも、メタルガルルモンの「コキュートスブレス」を正面から受け敗れてしまう。最後まで「足りないもの」を知らずに死ぬという、ダークマスターズの中ではもっとも悲しい最期を迎えた。声優は小桜エツコ。

### デジモンクロスウォーズ
第1期でのダストゾーンで初登場し、第3期『時を駆ける少年ハンターたち』でも登場。『アドベンチャー』のピノッキモンとは違い、根は善人である。嘘をつくと鼻が伸びる。声は難波圭一（日本語版）、Todd Haberkorn（英語版）。